# منقارية أزميرية
منقارية أزميرية (الاسم العلمي:Rostraria smyrnacea) هي نوع من النباتات يتبع جنس المنقارية من الفصيلة النجيلية.